# Türkische Rollstuhlbasketball-Nationalmannschaft der Frauen
Die Türkische Rollstuhlbasketball-Nationalmannschaft der Frauen (türkisch Türkiye Tekerlekli Sandalye Basketbol Kadın Milli Takımı, en.: Turkey women’s national wheelchair basketball team) ist die Rollstuhlbasketball-Mannschaft der Türkischen Basketball-Föderation in internationalen Wettbewerben für Frauen.
Die Nationalmannschaft der Türkei kam zuletzt auf Rang sechs bei den Rollstuhlbasketball-Europameisterschaft 2013 (28. Juni–8. Juli) in Frankfurt am Main, Deutschland, nachdem sie gegen Spanien mit 39–59 im Halbfinale verloren hatten.

## Kader
Kader der Rollstuhlbasketball-Europameisterschaft 2023.
| Betreuungspersonal | Betreuungspersonal |
| ------------------ | ------------------ |
| Cheftrainer        | Metin İdoğ         |
| Asst. Coach        | Cengiz Çatal       |
| Asst. Coach        | Elif Eda Çolak     |
| Physiotherapeut    | Asude Tamam        |
| Mechaniker         | Haluk Taşkınçay    |

| #  | Name           | Geburtsdatum (Alter)        | Klassifikation | Spielposition | Club                   |
| -- | -------------- | --------------------------- | -------------- | ------------- | ---------------------- |
| 6  | Serra Uzun     | 6. März 2002 (23 Jahre)     | 2.5            |               | Yalova Ortopedikler SK |
| 14 | Rabia Akyürek  | 10. Februar 1999 (26 Jahre) | 2.0            | Forward       | Pendik An.Yakası       |
| 16 | Zümeyran Polat | 16. Januar 1996 (29 Jahre)  | 4.0            | Forward       | Lotus Engelliler GSK   |
| 24 | Hanımzer Melet | 7. November 1993 (31 Jahre) |                |               | Van BEKS               |
| 35 | Begüm Pusat    | 2004 (21 Jahre)             | 2.5            | Forward       | Beşiktaş JK            |

## Frühere Spielerinnen
- Hatice Atay (geb. 1996)
- Mine Ercan (geb. 1987)
- Zehra Özbey Torun (geb. 1982)
- Meryem Tan (geb. 1999)
- Selin Şahin (geb. 1992)

### Rollstuhlbasketball-Europameisterschaften
| Jahr                        | Position | W | L  |
| --------------------------- | -------- | - | -- |
| Deutschland 2007            |          |   |    |
| Vereinigtes Königreich 2009 |          |   |    |
| Israel 2011                 | 5.       |   |    |
| Deutschland 2013            | 6.       | 2 | 4  |
| Vereinigtes Königreich 2015 |          |   |    |
| Spanien 2017                | 6.       | 0 | 5  |
| Niederlande 2019            | 6.       | 0 | 6  |
| Spanien 2021                | 6.       | 0 | 6  |
| Niederlande 2023            | 6.       | 0 | 6  |
| Gesamt                      | -        | 2 | 27 |